# 서귀동 천지연 생수궤
서귀동 천지연 생수궤(西歸洞 天地淵 生水櫃)는 제주특별자치도 서귀포시 서귀동 795번지에 있다. 2013년 11월 15일 제주특별자치도의 향토유산 제6호로 지정되었다.

## 지정 사유
후기 구석기 퇴적층에서 돌날, 좀돌날 등이 출토된 B.C 29,000 ~ B.C 23,000년전 형성된 것으로 알려진 제주도내 최고(最古)의 구석기 유적이다. 제주지역 후기 구석기 문화 성격을 확실하게 보여주는 증거이다.